# Andrea Cambiaso
Andrea Cambiaso (Génova, 20 de febrero de 2000) es un futbolista  italiano, juega de defensa y su equipo es el Juventus F. C. de la Serie A.

## Trayectoria

### Genoa
Crecido en las categorías  juveniles del Genoa, para la temporada 2017-2018 estuvo cedido en el Albissola con el que consiguió el ascenso a la Serie C al final de la temporada. En la temporada siguiente fue cedido al Savona, de nuevo en la Serie D.
El 2 de agosto de 2019 fue cedido temporalmente al Alessandria, de la Serie C. Hizo su debut el 25 de agosto de 2019 contra el Gozzano.
En la temporada 2020-2021 estuvo cedido en el Empoli de la Serie B. Solo jugó 7 partidos de liga, pero contribuyo a la victoria del campeonato y al ascenso a la Serie A.
Regresó al Genoa en la temporada 2021-2022 y debutó en la Serie A el 21 de agosto de 2021, con 21 años, en la derrota por 4-0 ante el Inter de Milán en San Siro. Marcó su primer gol en la Serie A en la derrota por 2-1 en casa ante el Napoli.

### Juventus de Turín
Tras perder la categoría con el Genoa, el 14 de julio de 2022 fue fichado por la Juventus de Turín y al día siguiente fue cedido al Bologna F. C. 1909.

## Selección nacional
El 30 de agosto de 2021 recibió su primera convocatoria en la selección italiana sub-21, de la mano del técnico Paolo Nicolato. Debutó  el 12 de noviembre en la victoria ante Irlanda.
El 21 de marzo de 2024 se estrenó con la selección absoluta saliendo de titular en un amistoso ante Venezuela disputado en Estados Unidos. El siguiente 10 de octubre marcó su primer gol como internacional en un encuentro de la Liga de Naciones de la UEFA 2024-25 frente a Bélgica.

### Participaciones en Eurocopas
| Copa          | Sede     | Resultado        | Partidos | Goles |
| ------------- | -------- | ---------------- | -------- | ----- |
| Eurocopa 2024 | Alemania | Octavos de final | 3        | 0     |

## Estadísticas

### Clubes
Actualizado al último partido disputado el 1 de julio de 2025.
| Club                            | Div.          | Temporada     | Liga  | Liga  | Copas nacionales | Copas nacionales | Copas internacionales | Copas internacionales | Total | Total |
| Club                            | Div.          | Temporada     | Part. | Goles | Part.            | Goles            | Part.                 | Goles                 | Part. | Goles |
| ------------------------------- | ------------- | ------------- | ----- | ----- | ---------------- | ---------------- | --------------------- | --------------------- | ----- | ----- |
| Albissola 2010 · Italia         | 4.ª           | 2017-18       | 24    | 0     | —                | —                | —                     | —                     | 24    | 0     |
| Albissola 2010 · Italia         | Total club    | Total club    | 24    | 0     | 0                | 0                | 0                     | 0                     | 24    | 0     |
| Savona F. C. · Italia           | 4.ª           | 2018-19       | 33    | 2     | 3                | 0                | —                     | —                     | 36    | 2     |
| Savona F. C. · Italia           | Total club    | Total club    | 33    | 0     | 3                | 0                | 0                     | 0                     | 36    | 2     |
| U. S. Alessandria 1912 · Italia | 3.ª           | 2019-20       | 17    | 0     | 2                | 0                | —                     | —                     | 19    | 0     |
| U. S. Alessandria 1912 · Italia | Total club    | Total club    | 17    | 0     | 2                | 0                | 0                     | 0                     | 19    | 0     |
| Empoli F. C. · Italia           | 2.ª           | 2020-21       | 7     | 0     | 2                | 0                | —                     | —                     | 9     | 0     |
| Empoli F. C. · Italia           | Total club    | Total club    | 7     | 0     | 2                | 0                | 0                     | 0                     | 9     | 0     |
| Genoa C. F. C. · Italia         | 1.ª           | 2021-22       | 26    | 1     | 2                | 0                | —                     | —                     | 28    | 1     |
| Genoa C. F. C. · Italia         | Total club    | Total club    | 26    | 1     | 1                | 0                | 0                     | 0                     | 28    | 1     |
| Bologna F. C. 1909 · Italia     | 1.ª           | 2022-23       | 32    | 0     | 2                | 0                | —                     | —                     | 34    | 0     |
| Bologna F. C. 1909 · Italia     | Total club    | Total club    | 32    | 0     | 2                | 0                | 0                     | 0                     | 34    | 0     |
| Juventus F. C. · Italia         | 1.ª           | 2023-24       | 34    | 2     | 5                | 1                | —                     | —                     | 39    | 3     |
| Juventus F. C. · Italia         | 1.ª           | 2024-25       | 33    | 2     | 2                | 0                | 11                    | 0                     | 46    | 2     |
| Juventus F. C. · Italia         | Total club    | Total club    | 67    | 4     | 7                | 1                | 11                    | 0                     | 85    | 5     |
| Total carrera                   | Total carrera | Total carrera | 206   | 6     | 19               | 1                | 11                    | 0                     | 236   | 7     |

## Palmarés

### Campeonatos nacionales
| Título      | Club           | País   | Año  |
| ----------- | -------------- | ------ | ---- |
| Serie B     | Empoli F. C.   | Italia | 2021 |
| Copa Italia | Juventus F. C. | Italia | 2024 |